# روجر كلوجه
روجر كلوجه (بالألمانية: Roger Kluge) مواليد 5 فبراير 1986 في آيزنهوتنشتات، ألمانيا الشرقية، هو دراج ألماني. شارك في دورة الألعاب الأولمبية الصيفية وفاز بميدالية أولمبية.

## الميداليات
| الميدالية | المسابقة                       |
| --------- | ------------------------------ |
| فضية      | الألعاب الأولمبية الصيفية 2008 |

## روابط خارجية
- روجر كلوج على موقع الاتحاد الدولي للدراجات (الإنجليزية)
- روجر كلوج على موقع أرشيف الدراجات (الإنجليزية)
- روجر كلوج على موقع إحصائيات الدراجات الإحترافية (الإنجليزية)
- روجر كلوج على موقع نسبة الدراجات (الإنجليزية)
- روجر كلوج على موقع CycleBase (الإنجليزية)
- روجر كلوج على موقع اللجنة الأولمبية الدولية (الإنجليزية)
- روجر كلوج على موقع أوليمبيديا (الإنجليزية)
- روجر كلوج على موقع اللجنة الأولمبية الألمانية (الألمانية)